# Kazuoki Kodama
Kazuoki Kodama (jap. 児玉和興 Kodama Kazauoki; ur. 8 czerwca 1965 w Yamanouchi) - japoński kombinator norweski, brązowy medalista mistrzostw świata.

## Kariera
W Pucharze Świata Kazuoki Kodama zadebiutował 28 lutego 1986 roku w Lahti, gdzie zajął 32. miejsce w zawodach metodą Gundersena. W sezonie 1985/1986 wystąpił jeszcze jeden raz, ale także nie zdobył punktów i nie został uwzględniony w klasyfikacji generalnej. Pierwsze pucharowe punkty zdobył blisko dwa lata po swoim debiucie - 14 stycznia 1989 roku, kiedy w Reit im Winkl zajął czternaste miejsce. W sezonie 1988/1989 już więcej nie punktował i w klasyfikacji generalnej zajął ostatecznie 42. miejsce. Najlepsze wyniki osiągnął w sezonie 1990/1991, kiedy dwukrotnie punktował, najlepszy wynik osiągając 12 stycznia 1991 roku w Bad Goisern, gdzie był dziewiąty. Sezon ten zakończył na 23. miejscu.
W 1987 roku wystąpił na Mistrzostwach Świata w Oberstdorfie, gdzie wraz z kolegami z reprezentacji zajął dziewiąte miejsce w sztafecie, a indywidualnie był trzydziesty. Wystartował także na Mistrzostwach Świata w Lahti dwa lata później. W zawodach drużynowych był dziesiąty, a w rywalizacji indywidualnej zajął 38. miejsce. Największy sukces w swojej karierze osiągnął podczas Mistrzostw Świata w Val di Fiemme w 1991 roku, gdzie wspólnie z Reiichim Mikatą i Masashim Abe wywalczył brązowy medal w sztafecie. Po skokach zajmowali drugie miejsce, jednak na trasie biegu zostali wyprzedzeni przez Francuzów i ostatecznie zajęli trzecie miejsce. W konkursie indywidualnym zajął 24. miejsce. Wystartował także na Igrzyskach Olimpijskich w Calgary w 1988 roku, gdzie indywidualnie zajął 36. miejsce, a w sztafecie był dziewiąty. W 1992 roku zakończył karierę.

## Osiągnięcia

### Igrzyska Olimpijskie
| Miejsce | Dzień     | Rok  | Miejscowość | Konkurencja             | Wynik zwycięzcy | Strata      | Zwycięzca      |
| ------- | --------- | ---- | ----------- | ----------------------- | --------------- | ----------- | -------------- |
| 9.      | 24 lutego | 1988 | Calgary     | Sztafeta K-90/3 × 10 km | 1:20:46.0 h     | +8:40.3 min | RFN            |
| 36.     | 28 lutego | 1988 | Calgary     | Gundersen K-90/15 km    | 38:16.8 min     | +6:12.7 min | Hippolyt Kempf |

### Mistrzostwa świata
| Miejsce | Dzień     | Rok  | Miejscowość   | Konkurencja             | Wynik zwycięzcy | Strata      | Zwycięzca           |
| ------- | --------- | ---- | ------------- | ----------------------- | --------------- | ----------- | ------------------- |
| 30.     | 13 lutego | 1987 | Oberstdorf    | Gundersen K-90/15 km    | 423.80 pkt      | ?           | Torbjørn Løkken     |
| 9.      | 14 lutego | 1987 | Oberstdorf    | Sztafeta K-90/3 × 10 km | 1261.94 pkt     | -113.48 pkt | RFN                 |
| 38.     | 18 lutego | 1989 | Lahti         | Gundersen K-90/15 km    | 37:10.7 min     | +7:57.9 min | Trond Einar Elden   |
| 10.     | 24 lutego | 1989 | Lahti         | Sztafeta K-90/3 × 10 km | 1:24:21.7 h     | +9:46.0 min | Norwegia            |
| 24.     | 7 lutego  | 1991 | Val di Fiemme | Gundersen K-90/15 km    | 41:00.6 min     | +4:42.1 min | Fred Børre Lundberg |
| 3.      | 8 lutego  | 1991 | Val di Fiemme | Sztafeta K-90/3 × 10 km | 1:21:22.5 h     | +1.51.9 min | Austria             |

### Puchar Świata

#### Miejsca w klasyfikacji generalnej
- sezon 1988/1989: 42.
- sezon 1990/1991: 23.

#### Miejsca na podium chronologicznie
Kodama nigdy nie stał na podium indywidualnych zawodów Pucharu Świata.